# Michael von Faulhaber
Pour les articles homonymes, voir Faulhaber.

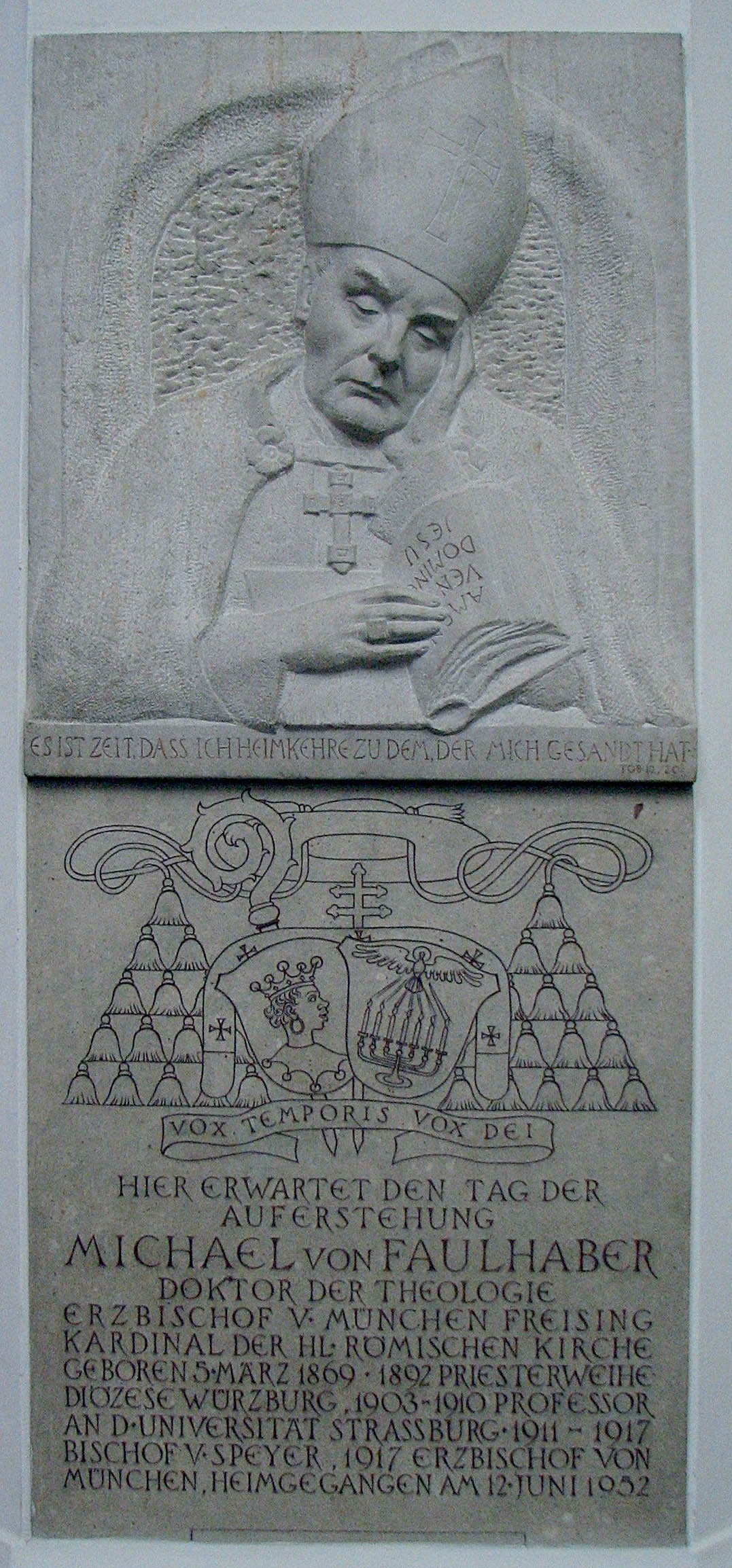
Mémorial de monseigneur von Faulhaber à la Frauenkirche de Munich

Michael von Faulhaber (né le 5 mars 1869 à Klosterheidenfeld, actuelle Röthlein et mort le 12 juin 1952 à Munich) est un cardinal allemand, archevêque de Munich et Freising de 1917 à 1952

## Repères biographiques
Ordonné prêtre en 1892, il est consacré évêque en 1910 par Francis von Bettinger avec comme co-consécrateurs Ferdinand von Schlör et Adolf Fritzen, et chargé du diocèse de Spire.
Pendant la Première Guerre mondiale, il soutient fermement l'engagement de son pays dans la guerre.
Succédant à Francis von Bettinger en 1917, il devient archevêque de Munich et Freising, siège qu'il occupera jusqu'à sa mort. En 1921, il est élevé à la dignité cardinalice avec le titre de cardinal-prêtre de Sainte-Anastasie.
En 1922, il se fit remarquer en déclarant lors du congrès catholique :
« Nous demandons à nos coreligionnaires français de nous dire s’ils ne comprennent pas notre indignation  de ce qu’on nous envoie juste dans la Rhénanie catholique des geôliers païens, des mahométans pour surveiller des catholiques. »[réf. nécessaire]
En 1925, il interdira au clergé de son diocèse tout hommage au président de la République social-démocrate Friedrich Ebert qui venait de décéder.

## La période national-socialiste
Il est l'un des rares prélats de l'Église catholique allemande, avec August von Galen et Konrad von Preysing, à avoir dénoncé l'antisémitisme du Troisième Reich.
Après l'arrivée au pouvoir d'Adolf Hitler, il se montre partisan du concordat du 20 juillet 1933 qui définit les relations de l’Église catholique romaine avec l'État allemand.
Cependant, dès décembre 1933, pendant la période de l'Avent, il dénonce en chaire l'idéologie étatiste absolue du national-socialisme, déclarant :
« Nous ne devons jamais l'oublier : nous ne sommes pas rachetés par notre sang allemand mais par celui de Jésus-Christ ».
En 1934, il publie Judenum, Christentum, Germanentum (judaïté, christianité, germanité) défendant l'amitié entre les peuples. Il écrira :
« Il faut que s'opère dans notre peuple une transformation des esprits, que pâlisse le nimbe de l'uniforme et des parades militaires et que soient jetés au bric-à-brac des musées les vieux chants de guerre... Un nationalisme morbide (ein krankhafter Nationalismus) déferle sur notre peuple. Ce qu'on veut, c'est anéantir tous les essais de réconciliation avec l'ennemi d'hier. Prêter l'oreille au premier hurleur venu, ce n'est pas là faire œuvre de patriote ».
En 1937, il rédige le brouillon initial de l'encyclique Mit brennender Sorge condamnant le national-socialisme. Ce premier jet est ensuite complété et durci par le cardinal secrétaire d'État, Eugenio Pacelli, futur Pie XII.
En 1938, son rejet ouvert de l'antisémitisme gouvernemental lui vaut d'être pris à partie directement par les militants nazis. Le Gauleiter dénonce « la juiverie mondiale et ses alliés noirs et rouges », et une foule s'attaque au palais épiscopal du « cardinal juif » (Judenkardinal).
Cependant patriote, il soutient l'Anschluss et l'annexion des Sudètes tchécoslovaques dont les populations sont d'origine germanique et de langue allemande.
Néanmoins, après la tentative d'assassinat d'Hitler par Johann Georg Elser, en 1939, il fait dire une messe d'action de grâce et envoie au chancelier allemand un télégramme de soutien.
En 1940, il proteste auprès du ministre de la Justice au sujet de l'euthanasie, dans le cadre de l'« opération T4 » des invalides et des malades mentaux, jugés par les nazis « indignes de vivre », car « improductifs » sur le plan économique.
Le cardinal von Faulhaber s'éteint à Munich en 1952 à l'âge de 83 ans. L'année précédente, il avait ordonné prêtres les frères Joseph et Georg Ratzinger.

## Épilogue
La personnalité du cardinal Faulhaber, comme celle de Pie XII, fait l'objet d'une polémique sur le rôle de l'Église catholique pendant la Seconde Guerre mondiale.
Son nom est évoqué par le Saint-Siège dans la déclaration Nous nous souvenons : une réflexion sur la Shoah, dite « de repentance », du 16 mars 1998 :
« Les sermons bien connus du cardinal Faulhaber en 1933, l'année même où le national-socialisme parvint au pouvoir (…) exprimèrent clairement le rejet exprès de la propagande antisémite nazie. »

## Succession apostolique
Michael von Faulhaber a ordonné les évêques suivants :
- Évêque Alois Hartl (de) (1921)
- Archevêque Michael Buchberger (1924)
- Évêque Johann Baptist Schauer (de) (1928)
- Évêque Joseph Kumpfmüller (de) (1930)
- Évêque Simon Konrad Landersdorfer (de), O.S.B. (1936)
- Évêque Anton Scharnagl (de) (1943)
- Évêque Johannes Neuhäusler (de) (1947)
- Évêque Joseph Freundorfer (de) (1949)